# Polystichum × fujisanense
Polystichum × fujisanense là một loài dương xỉ trong họ Dryopteridaceae. Loài này được Seriz. mô tả khoa học đầu tiên năm 1970.
Danh pháp khoa học của loài này chưa được làm sáng tỏ. 